# Gunnar Olsson (piragüista)
Gunnar Alfred Olsson (Timrå, 26 de abril de 1960) es un deportista sueco que compitió en piragüismo en la modalidad de aguas tranquilas.
Participó en dos Juegos Olímpicos: Seúl 1988 y Barcelona 1992, obteniendo una medalla de plata en Barcelona 1992 en la prueba de K2 1000 m. Ganó tres medallas en el Campeonato Mundial de Piragüismo entre los años 1990 y 1993.

## Palmarés internacional
| Juegos Olímpicos   | Juegos Olímpicos       | Juegos Olímpicos  | Juegos Olímpicos |
| Año                | Lugar                  | Medalla           | Competición      |
| ------------------ | ---------------------- | ----------------- | ---------------- |
| 1992               | Barcelona (España)     | Medalla de plata  | K2 1000 m        |
| Campeonato Mundial |                        |                   |                  |
| Año                | Lugar                  | Medalla           | Competición      |
| 1990               | Poznań (Polonia)       | Medalla de bronce | K4 10 000 m      |
| 1993               | Copenhague (Dinamarca) | Medalla de plata  | K2 10 000 m      |
| 1993               | Copenhague (Dinamarca) | Medalla de bronce | K2 1000 m        |